# Медвидь, Любомир Мирославович
Любомир Мирославович Медви́дь (р. 1941) — советский и украинский художник. Народный художник Украины (1999).

## Биография
Родился 10 июля 1941 года во временно оккупированном фашистами селе Варяж (ныне Шептицкий район, Львовская область, Украина). В 1946 году вместе с семьей переехал с территории, которая отошла к Польше, на территорию УССР .
Короткое время жил с родителями в Тернопольской области (Збараж). Впоследствии семья переехала на Львовщину, где отец будущего художника купил дом в Зимней Воде, а впоследствии в Рудном.
В 1965 году окончил Львовский институт прикладного и декоративного искусства. Педагоги: Р. Ю. Сельский, К. Й. Звиринский, Витольд Манастырский, Даниил Довбошинский. Живёт в пгт. Рудное Железнодорожного района Львова.
Имел персональные выставки во Львове (1972, 1987, 1990, 1996, 2011), Торонто (1990), Нью-Йорке (1992), Чикаго (1992), Битове и Варшаве (1999), Ханчжоу (2012), участвовал в групповых выставках в Нью-Йорке, Хьюстоне, Кракове, вместе с известными львовскими художниками О. Т. Минько и Зиновием Флинтой выставлял свои произведения в Киеве, Вильнюсе и Москве.

## В искусстве
Картины Любомира Медвидя — в коллекциях музеев Украины и зарубежья (Национальный художественный музей Украины, Львовская, Хмельницкая, Запорожская картинные галереи, Национальный музей во Львове имени А. Шептицкого и тому подобное). Преподает во Львовской академии искусств — профессор кафедры монументальной живописи. Расписал ряд церквей (село Суховоля вблизи Львова, Оттава, Канада), отдельные работы — в соборе Святого Юра (Львов) и другие.
Авторский альбом «Реминисценции» (2010—201).
Профессор. Член-корреспондент НАИУ (2003). Академик НАИУ (2006).

## Награды и премии
- Заслуженный деятель искусств Украинской ССР (1987)
- Народный художник Украины (1999)
- Орден князя Ярослава Мудрого IV (2018) и V (2009) степени
- Национальная премия Украины имени Тараса Шевченко (2014) — за цикл живописных произведений «Реминисценции»[1]